# Osiedle Pod Grapą
Osiedle Pod Grapą – osiedle mieszkaniowe w Żywcu, w dzielnicy Śródmieście.
Osiedle położone jest między ulicą Folwark, Habsburgów, Wodną i Klonową. Powstało jako jedno z pierwszych na terenie miasta, kiedy w latach 60. XX wieku wybudowane zostały pierwsze bloki zlokalizowane na jego obszarze. Budowa osiedla została zainaugurowana w 1962, a najwcześniej oddany do użytku budynek liczył 55 lokali mieszkalnych i został udostępniony jeszcze w 1962.
W 1973 ukończona została budowa bloku nr 12, posiadającego 90 mieszkań w 6 klatkach, natomiast blok nr 14 został przekazany lokatorom w 1976 i dysponuje on 60 mieszkaniami w 4 klatkach.
Część z bloków zlokalizowanych na osiedlu stanowiła własność Żywieckiej Fabryki Śrub i mieściła mieszkania zakładowe. Początkiem lat 90. XX wieku budynki te zostały przejęte przez miasto.
W 1979 na osiedlu została uruchomiona biblioteka, działająca jako filia nr 4 Miejskiej Biblioteki Publicznej, która powstała na skutek adaptacji lokalu mieszczącego wcześniej pralnię. Filia została zlikwidowana w 1991.
W 1995 z inicjatywy Urzędu Miejskiego podjęta została decyzja o przeprowadzeniu adaptacji na cele mieszkalne strychów w pięciu należących do miasta budynkach na osiedlu, stanowiących wcześniej bloki zakładowe Fabryki Śrub. 
Na osiedlu działalność prowadziło Przedszkole nr 5. W 2002 z powodu niżu demograficznego zostało ono włączone do Przedszkola nr 11 z siedzibą na Osiedlu Parkowym jako jego oddział i w tej formie funkcjonowało tu do czasu likwidacji w 2005.
Osiedle Pod Grapą składa się z 14 bloków mieszkalnych, z których dwa administrowane są przez Spółdzielnię Mieszkaniową „Gronie” (pięciokondygnacyjne budynki Osiedle Pod Grapą 12 oraz Osiedle Pod Grapą 14), natomiast administratorem pozostałych jest Żywieckie Towarzystwo Budownictwa Społecznego. 
Od północy sąsiaduje z Osiedlem 700-lecia.